# 下谢福尔赛姆
下谢福尔赛姆（法語：Niederschaeffolsheim，发音：[nidəʁ.ʃɛfɔlsaim]；德语：Niederschäffolsheim，亦作Schaefelsheim 或 Schafrolsheim），或纯音译作尼德谢福尔赛姆，是法国下莱茵省的一个市镇，位于该省北部，属于阿格诺-维桑堡区和阿格诺县（Haguenau）。该市镇总面积6.24平方公里，2009年时的人口为1253人。

## 地名
该地名Niederschaeffolsheim来源于德语Niederschäffolsheim，前缀“Nieder-”在德语中意为“下”，且省内亦有中谢福尔赛姆（Mittelschaeffolsheim ，前缀“Mittel-”在德语中意为“中”；此地或纯音译作“米特尔谢福尔赛姆”）与上谢福尔赛姆（Oberschaeffolsheim，前缀“Ober-”在德语中意为“上”；此地或纯音译作“奥伯谢福尔赛姆”）。

## 交通
下莱茵省省道D139线和D263线在下谢福尔赛姆交汇。

## 人口
下谢福尔赛姆人口变化图示